# Fodor Irén
Fodor Irén (Bélfenyér, 1931. január 10. –) magyar újságíró, szerkesztő.

## Életútja
Középiskolát Nagyszebenben és Nagyváradon, magyar nyelv és irodalom szakot 1954-ben a Bolyai Tudományegyetemen végzett. 1956–70-ben az Állami Irodalmi és Művészeti Kiadó, későbbi nevén Irodalmi Könyvkiadó kolozsvári szerkesztőségének belső munkatársa. Kiadói szerkesztője a Forrás-sorozat, az RMI-sorozat, valamint a Téka sorozat első köteteinek. 1970–72-ben a csíkszeredai Hargita munkatársa. 1972-től a Kriterion Könyvkiadó kolozsvári szerkesztőségében dolgozott. Könyvismertetéseit, műfordításait a Dolgozó Nő közölte. A Tanulók Könyvtára sorozatban szerkesztésében és előszavával jelentek meg Arany János válogatott költeményei (1961).